# Кондзеля Світлана Зіновіївна
Кондзеля Світлана Зіновіївна (31 грудня 1973, Львів) —працівник Адміністрації президента України, з квітня 2015 — керівник Головного департаменту забезпечення доступу до публічної інформації.

## Життєпис

### Освіта
- 2002 — Львівська комерційна академія, юрист;
- 2004 — Українська академія зовнішньої торгівлі (магістр міжнародного права);
- 2008 — Львівський регіональний інститут державного управління Національної академії державного управління при Президентові України (маґістр державного управління).

### Робота
- Червень 1999 — червень 2003 — юрисконсульт приватної компанії у Львові
- З липня 2003 до лютого 2007 — головний спеціаліст, начальник відділу Державного управління охорони навколишнього природного середовища в Львівській області.
- люий — березень 2007 — головний спеціаліст Державної комісії з цінних паперів та фондового ринку.
- травень 2007 — січень 2009 — старший консультант секретаріату Служби з представництва в судах України інтересів Президента України та консультативних, дорадчих та інших допоміжних органів і служб
- січень — червень 2009 — старший консультант відділу з питань міжнародного права департаменту законодавства з питань державного будівництва і судоустрою Головної державно-правової служби,
- червень — серпень 2009 — помічник заступника Глави Секретаріату Президента України секретаріату Головної служби політичного та ситуативного аналізу,
- серпень 2009 — лютий 2010 — помічник заступника Глави Секретаріату Президента Головної служби інформаційної політики,
- лютий-травень 2010 — головний консультант відділу аналізу інформаційного простору департаменту інформаційних стратегій Головної служби інформаційної політики Секретаріату Президента України.
- травень 2010 — травень 2011 — головний консультант відділу адміністрування офіційних сайтів управління офіційними сайтами Головного управління з питань комунікацій,
- травень 2011 — головний консультант відділу взаємодії з органами виконавчої влади Головного управління забезпечення доступу до публічної інформації,
- травень 2011 — вересень 2014 — завідувач відділу взаємодії з органами виконавчої влади Головного управління забезпечення доступу до публічної інформації,
- вересень 2014 — квітень 2015 — завідувач відділу опрацювання інформаційних запитів Головного департаменту забезпечення доступу до публічної інформації Адміністрації Президента України[1].

## Кримінальне провадження
12 листопада 2019 Світлану Кондзелю було затримано співробітниками НАБУ на підставі п.1 ч.1 ст.208 КПК України в рамках досудового розслідування у кримінальному провадженні №52019000000000970 від 31.10.2019 року. Одночасно с затриманням було розгорнуто потужну інформаційну компанію в ЗМІ, щодо затримання чиновниці Офісу президента нібито «на гарячому» під час отримання хабаря.  Проте зазначені твердження не підтверджуються матеріалами справи. Натомість підозру в рамках досудового розслідування справи було змінено тричі. Зрештою 02.10.2020 року прокурором САП прийнято постанову закриття на підставі п.2 ч.1 ст. 284 КПК України Кримінального провадження №52019000000000970 від 31.10.2019 року у частині вчинення кримінального правопорушення, передбаченого ч.2 ст.15, ч.4 ст.27, ч.3 ст.369 КК України у зв’язку з встановленням відсутності в діянні складу кримінального правопорушення.

## Сім'я
Чоловік Машуков Валентин Вадимович, син Машуков Іван Валентинович.